# Inta Somethin'
Inta Somethin' è un album dal vivo a nome di Kenny Dorham & Jackie McLean, pubblicato dalla Pacific Jazz Records nel 1962.

## Tracce
Lato A
1. Us – 7:05 (Kenny Dorham)
2. It Could Happen to You – 5:49 (Jimmy Van Heusen, Johnny Burke)
3. Let's Face the Music – 6:00 (Irving Berlin)

Durata totale: 18:54
Lato B
1. No Two People – 6:55 (Frank Loesser)
2. Lover Man – 4:55 (Jimmy Davis, Jimmy Sherman, Roger Ram Ramirez)
3. San Francisco Beat – 7:02 (Kenny Dorham)

Durata totale: 18:52

## Musicisti
- Kenny Dorham - tromba (eccetto brani: Let's Face the Music e Lover Man
- Jackie McLean - sassofono alto (eccetto brano: It Could Happen to You)
- Walter Bishop Jr. - pianoforte
- Leroy Vinnegar - contrabbasso
- Art Taylor - batteria